# Espace métrique
Pour les articles homonymes, voir Métrique.
En mathématiques et plus particulièrement en topologie, un espace métrique est un ensemble au sein duquel une notion de distance entre les éléments de l'ensemble est définie. Les éléments seront, en général, appelés des points.
Tout espace métrique est canoniquement muni d'une topologie. Les espaces métrisables sont les espaces topologiques obtenus de cette manière.
L'exemple correspondant le plus à notre expérience intuitive de l'espace est l'espace euclidien à trois dimensions. La métrique euclidienne de cet espace définit la distance entre deux points comme la longueur du segment les reliant.
La classe d'isométrie d'un espace métrique (c'est-à-dire l'ensemble de tous les espaces de même structure métrique) est beaucoup plus petite que sa classe d'homéomorphie. Par exemple, un carré, un triangle, un cercle et n'importe quelle courbe de Jordan sont homéomorphes, par contre ils ne sont pas isométriques. Ainsi une structure métrique code beaucoup plus d'information sur la forme géométrique des objets qu'une simple structure topologique ; ce qui n'a rien de surprenant, car la notion de distance entre deux points est centrale pour la géométrie usuelle.
Le concept d'espace métrique a été formulé la première fois par le mathématicien français René Maurice Fréchet dans sa thèse soutenue en 1906,.

## Définition
Définition (espace métrique) — Un espace métrique est un couple {\displaystyle (E,d)} où {\displaystyle E} est un ensemble et {\displaystyle d} est une distance sur {\displaystyle E}, c'est-à-dire une application {\displaystyle d:E\times E\rightarrow \mathbb {R} _{+}} qui vérifie les trois propriétés suivantes.
- Symétrie : {\displaystyle \forall x,y\in E,\,d(x,y)=d(y,x)}.
- Séparation : {\displaystyle \forall x,y\in E,\,d(x,y)=0\Leftrightarrow x=y}.
- Inégalité triangulaire : {\displaystyle \forall x,y,z\in E,\,d(x,y)\leq d(x,z)+d(z,y)}.

Par souci de simplicité, un espace métrique sera parfois désigné uniquement par l'ensemble {\displaystyle E} et non par le couple {\displaystyle (E,d)} lorsqu'il n'y a pas d'ambiguïté sur la distance sous-jacente {\displaystyle d}.

## Topologie d'un espace métrique

### Boule et sphère
Définition (boule et sphère) — Soit {\displaystyle (E,d)} un espace métrique, {\displaystyle a\in E} et {\displaystyle r\in \left]0,+\infty \right[}. On définit la boule ouverte et fermée, centrée en {\displaystyle a} et de rayon {\displaystyle r} de la manière suivante.
- Boule ouverte : {\displaystyle B(a,r):=\{x\in E\,|\,d(a,x)<r\}}.
- Boule fermée : {\displaystyle B_{f}(a,r):=\{x\in E\,|\,d(a,x)\leq r\}}.

On définit aussi la sphère centrée en {\displaystyle a} et de rayon {\displaystyle r} de la manière suivante.
- Sphère : {\displaystyle S(a,r):=B_{f}(a,r)\setminus B(a,r)=\{x\in E\,|\,d(a,x)=r\}}.

On remarque qu'une boule, ouverte ou fermée, n'est jamais vide car contient toujours son centre {\displaystyle a}. En revanche une sphère peut être vide.
Il est parfois commode de définir la notion de boule (ouverte ou fermée) épointée : Il s'agit de la boule, définie comme précédemment, privée de son centre. Par exemple la boule ouverte épointée de rayon r et de centre a désigne l'ensemble :
{\displaystyle B(a,r)\setminus \{a\}}.

### Topologie
Soit {\displaystyle (E,d)} un espace métrique. On définit l'ensemble {\displaystyle {\mathcal {T}}} constitué de toutes les unions (quelconques) possibles de boules ouvertes, plus précisément : 
{\displaystyle {\mathcal {T}}:=\{\cup _{i\in I}B(a_{i},r_{i})\,|\,I{\text{ ensemble quelconque et }}\forall i\in I,\,a_{i}\in E,\,r_{i}>0\}}
où l'on considère qu'une union vide (lorsque {\displaystyle I=\varnothing }) vaut l'ensemble vide {\displaystyle \varnothing }. 
Proposition/définition (topologie d'un espace métrique) — L'ensemble {\displaystyle {\mathcal {T}}} est une topologie sur {\displaystyle E} appelée la topologie engendrée par la distance {\displaystyle d}. Cela signifie que 
- L'ensemble vide {\displaystyle \varnothing } ainsi que l'ensemble entier {\displaystyle E} appartiennent à {\displaystyle {\mathcal {T}}}.
- L'ensemble {\displaystyle {\mathcal {T}}} est stable par union quelconque.
- L'ensemble {\displaystyle {\mathcal {T}}} est stable par intersection finie.

Définition (ouvert, fermé et voisinage) — On utilise le vocabulaire suivant.
- Les éléments de {\displaystyle {\mathcal {T}}} sont appelés, les ouverts de {\displaystyle E}.
- Les sous-ensembles de {\displaystyle E} qui s'écrivent comme le complémentaire d'un ouvert, quant à eux, sont appelés les fermés de {\displaystyle E}.
- Un ensemble {\displaystyle V\subset E} est dit être un voisinage de {\displaystyle x\in E} s'il existe un ouvert {\displaystyle U\in {\mathcal {T}}} tel que {\displaystyle x\in U\subset V}.

Les notions d'ouverts, de fermés et de voisinages sont en fait des notions attribuées aux espaces topologiques, plus généraux, et ne sont pas spécifiques aux espaces métriques.

### Premières propriétés
- Toute boule ouverte est un ouvert.
- Toute boule fermée est un fermé.
- Toute sphère est un fermé.
- Une partie A de E est un voisinage d'un point a si et seulement si A contient une boule ouverte de centre a.
- Les boules ouvertes centrées en un point a constituent une base de voisinages de a. C'est-à-dire que tout voisinage de a contient une boule ouverte de centre a.
- L'ensemble des boules ouvertes constitue une base d'ouverts de E. C'est-à-dire que tout ouvert peut s'écrire comme une union (quelconque) de boules ouvertes.

### Convergence de suites
Définition (convergence, valeur d'adhérence, suite de Cauchy) — Soit {\displaystyle (x_{n})_{n\geq 0}} une suite d'un espace métrique {\displaystyle (E,d)} et {\displaystyle x\in E}. 
- On dit que {\displaystyle (x_{n})_{n\geq 0}} converge vers {\displaystyle x}, ou que {\displaystyle x} est la limite de {\displaystyle (x_{n})_{n\geq 0}}, si

- On dit que {\displaystyle x} est une valeur d'adhérence de {\displaystyle (x_{n})_{n\geq 0}} si

- On dit que {\displaystyle (x_{n})_{n\geq 0}} est une suite de Cauchy si

Les propriétés suivantes sont vérifiées :
- Une suite convergente possède une unique valeur d'adhérence qui est sa limite.
- Une suite de Cauchy converge si et seulement si elle possède une valeur d'adhérence.

### Adhérence d'une boule ouverte
L'adhérence de la boule ouverte de rayon r et de centre a, notée {\displaystyle {\overline {B}}(a,r)}, est, par définition, le plus petit fermé contenant la boule ouverte {\displaystyle B(a,r)}. On a toujours que {\displaystyle {\overline {B}}(a,r)\subset B_{f}(a,r)} puisque la boule fermée contient la boule ouverte et est fermée. En revanche il est possible que cette inclusion soit stricte. Par exemple si l'on considère la droite réelle munie de la distance {\displaystyle d(x,y):=\min\{|x-y|,1\}} alors {\displaystyle B(0,1)=\left]-1,1\right[}, {\displaystyle {\overline {B}}(0,1)=\left[-1,1\right]} et {\displaystyle B_{f}(0,1)=\mathbb {R} }.

## Remarques
- Pour toute partie non vide A de E, l'application qui à tout point x de E associe la distance de x à A (c'est-à-dire l'inf des distances de x à tous les points de A) est continue car 1-lipschitzienne. Les x en lesquels elle s'annule sont les points adhérents à A.
  - Tout espace topologique métrisable est par conséquent non seulement séparé mais parfaitement normal — donc normal — c'est-à-dire que tous les singletons sont fermés et que tout fermé F est le lieu d'annulation d'une fonction continue : l'application x ↦ d(x, F).
- En particulier, pour tout élément a de E, l'application x ↦ d(x, a) est 1-lipschitzienne. On en déduit que :
  - toute boule fermée Bf(a, r) est un fermé pour la topologie associée à la distance (comme image réciproque, par cette application, du fermé [0, r]). L'adhérence B(a, r) de B(a, r) est donc incluse dans Bf(a, r), mais parfois strictement : voir les articles « Boule (mathématiques) » et « Distance ultramétrique ».
  - l'application d est 2-lipschitzienne, sur l'espace produit E×E muni de la distance d∞ définie par d∞((x1, x2), (y1, y2)) = max(d(x1, y1), d(x2, y2)).
- Sur toute partie A de E, la topologie induite coïncide avec celle définie par la restriction de la distance. En effet, elles possèdent toutes les deux comme base de voisinages d'un point x de A l'intersection avec A des boules ouvertes de centre x.
- Un espace métrique est dit propre si toutes ses boules fermées sont compactes. Tout espace métrique propre est localement compact mais la réciproque est fausse (penser à la distance discrète sur un ensemble infini).

## Exemples
- Une norme N sur un espace vectoriel réel ou complexe[4] induit de manière naturelle une distance d(x, y) = N(x – y).
- Diverses distances usuelles sur ℝn sont déduites d'une norme, ainsi, par exemple :
  - (pour n = 1) la distance usuelle sur l'ensemble des réels est celle associée à la valeur absolue ;
  - (pour n = 2) la distance de Manhattan sur le plan ℝ2 : d(a, b) = |xb – xa| + |yb – ya|. C'est la distance induite par la norme 1 ;
  - (pour n = 2) la distance aux échecs permet de connaître le nombre minimum de coups au jeu d'échecs pour aller avec le roi d'une case a = (xa, ya) à une case b = (xb, yb) et se définit par : d(a, b) = max(|xb – xa|, |yb – ya|) ;
- Le module de la différence entre deux nombres complexes est une distance[5].
- La distance triviale (ou encore distance discrète ou métrique discrète) est définie sur tout ensemble par : d(x, y) = 1 si x ≠ y et d(x, x) = 0. La topologie associée est la topologie discrète.
- La distance de Hamming est utilisée en théorie des codes correcteurs.
- Les espaces topologiques ℝ et ]0, 1[ sont homéomorphes mais, munis de la distance usuelle, ils ne sont pas isomorphes en tant qu'espaces métriques ; par exemple, ℝ est complet mais ]0, 1[ ne l'est pas.
- Si l'on munit ℝ+ de la distance d(x, y) = |ex – ey|, on retrouve la topologie usuelle sur ℝ+ mais maintenant toutes les fonctions polynomiales sont uniformément continues.

## Produit d'espaces métriques
Tout produit fini ou dénombrable d'espaces métriques peut être muni d'une distance qui induit la structure uniforme produit et a fortiori la topologie produit : pour cela, si les (Ek, dk) (k∈ℕ) sont des espaces métriques, on peut par exemple munir E1×…×En de la distance dN définie par

où N est une norme ℓp arbitraire sur ℝn (ou toute autre norme croissante sur (ℝ+)n pour l'ordre produit) et munir E = ∏k∈ℕEk de la distance d définie par
où chaque distance sur Ek est au préalable remplacée si nécessaire par une distance topologiquement équivalente dk majorée par une constante indépendante de k.
On vérifie facilement que dN et d sont bien des distances sur les ensembles correspondants et que les topologies qu'elles définissent sur ces ensembles coïncident avec les topologies produit (les calculs montrent même que non seulement les deux topologies coïncident, mais aussi les deux structures uniformes dont elles sont issues, sous réserve d'avoir choisi, dans le remplacement préalable des dk, des distances équivalentes uniformément et pas seulement topologiquement).
Si chaque dk est la distance discrète, ce choix de d donne : si x ≠ y, d(x, y) = 2–k où k est le plus petit n tel que xn ≠ yn. Des exemples sont l'espace de Baire et les anneaux topologiques de séries formelles.
En revanche, un produit non dénombrable d'espaces topologiques non grossiers n'est jamais métrisable, ni même séquentiel.

## Équivalence d'espaces métriques
En comparant deux espaces métriques il est possible de distinguer différents degrés d'équivalence. Pour préserver au moins la structure topologique induite par la métrique, une fonction continue entre les deux est requise.
Deux espaces métriques (M1, d1) et (M2, d2) sont dits :
- topologiquement isomorphes (ou homéomorphes) s'il existe un homéomorphisme entre eux ;
- uniformément isomorphes s'il existe entre eux une bijection uniformément continue dont la réciproque est uniformément continue.
- Lipschitz-équivalents s'il existe une bijection de l'un sur l'autre qui est lipschitzienne ainsi que son application réciproque.
- isométriquement isomorphes s'il existe une isométrie bijective entre eux. Dans ce cas les deux espaces sont essentiellement identiques. Une isométrie est une fonction f : M1 → M2  qui préserve les distances : d2(f(x), f(y)) = d1(x, y) pour tout x, y dans M1. Les isométries sont forcément injectives.
- semblables s'il existe une constante positive k > 0 et une bijection f : M1 → M2, appelée similitude, telle que d2(f(x), f(y)) = k d1(x, y) pour tout x, y dans M1.
- similaires s'il existe une bijection f : M1 → M2, appelée similarité, telle que d2(f(x), f(y)) =  d2(f(u), f(v)) si et seulement si d1(x, y) =  d1(u, v) pour tous x, y, u, v dans M1.[réf. souhaitée]

Deux espaces euclidiens similaires sont nécessairement homéomorphes, donc de même dimension et par conséquent isométriques.

## Espace métrisable
On dit qu'un espace topologique est métrisable s'il existe une distance qui engendre sa topologie. Voici quelques exemples d'espaces métrisables :
| Ensemble | Topologie | Distance engendrant la topologie                                                                                            |
| --- | --- | --- |
| droite réelle {\displaystyle \mathbb {R} } | topologie usuelle engendrée par les intervalles ouverts {\displaystyle \left]a,b\right[} | distance associée à la valeur absolue                                                                                       |
| plan complexe {\displaystyle \mathbb {C} } | topologie engendrée par les rectangles ouverts {\displaystyle \{a<{\mathfrak {Re}}(z)<b\}\cap \{c<{\mathfrak {Im}}(z)<d\}} | distance associée au module complexe                                                                                        |
| {\displaystyle \mathbb {R} ^{d}} | topologie engendrée par les pavés ouverts {\displaystyle \prod _{i=1}^{d}\left]a_{i},b_{i}\right[} | distance euclidienne |
| droite réelle achevée {\displaystyle {\overline {\mathbb {R} }}} | topologie engendrée par les ensembles de la forme {\displaystyle \left]a,+\infty \right]} ou {\displaystyle \left[-\infty ,a\right[} où {\displaystyle a\in \mathbb {R} } | {\displaystyle d(x,y)=\|\arctan(x)-\arctan(y)\|} avec pour convention que {\displaystyle \arctan(\pm \infty )=\pm \,\pi /2} |
| Mesures de probabilités {\displaystyle {\mathcal {M}}^{1}(X)} sur un espace mesurable {\displaystyle (X,{\mathcal {B}}(X))} où {\displaystyle X} est métrisable et séparable et où {\displaystyle {\mathcal {B}}(X)} désigne la tribu borélienne | unique topologie telle qu'une base de voisinages d'une mesure {\displaystyle \mu } est donnée par les ensembles {\displaystyle \{\nu \in {\mathcal {M}}^{1}(X)\,\|\,\forall 1\leq i\leq n,\|\mu (f_{i})-\nu (f_{i})\|<\varepsilon \}} où {\displaystyle f_{1},\dots ,f_{n}} sont continues bornées, {\displaystyle \varepsilon >0} et {\displaystyle n\geq 1} | distance de Lévy-Prokhorov                                                                                                  |
| Espace vectoriel {\displaystyle E} muni d'une famille dénombrable de semi-normes {\displaystyle (p_{n})_{n\geq 0}} séparante (c'est-à-dire que {\displaystyle p_{n}(x)=0~\forall n} implique que {\displaystyle x=0})                            | unique topologie telle qu'une base de voisinages d'un vecteur {\displaystyle x} est donnée par les ensembles {\displaystyle \{y\in E\,\|\,\forall i\in J,\,p_{i}(x-y)<\varepsilon \}} où {\displaystyle J\subset \mathbb {N} } est fini et {\displaystyle \varepsilon >0}                                                                                     | {\displaystyle d(x,y)=\sum _{n\geq 0}{\frac {1}{2^{n}}}\min(p_{n}(x-y),1)}                                                  |

Il existe des conditions suffisantes et équivalentes pour qu'un espace topologique soit métrisable :
- La première réellement utile est due à Urysohn ; elle dit que tout espace régulier à base dénombrable est métrisable (cette forme de la condition a en fait été prouvée par Tychonov en 1926. Ce qu'Urysohn avait trouvé, dans un article publié en 1925, était que tout espace normal à base dénombrable est métrisable). Par exemple, toute variété à base dénombrable est métrisable. Également un compact est métrisable si et seulement s'il est à base dénombrable.
- Cette condition suffisante d'Urysohn (régularité + base dénombrable) a été transformée en une condition nécessaire et suffisante (régularité + base dénombrablement localement finie) par Bing, Nagata et Smirnov.
- Smirnov a aussi prouvé qu'un espace est métrisable si et seulement s'il est paracompact et localement métrisable (un espace est dit localement métrisable si chaque point a un voisinage métrisable). En particulier, une variété est métrisable si et seulement si elle est paracompacte.